# گولاهنواتا
گولاهنواتا (به لاتین: Golahenwatta) یک منطقهٔ مسکونی در سری‌لانکا است که در استان مرکزی (سری‌لانکا) واقع شده‌است.